# دونزن
دونزن (به آلمانی: Dünsen) یک شهر در آلمان است که در Oldenburg واقع شده‌است. دونزن ۱٬۲۰۷ نفر جمعیت دارد.